# Mamy
Mamy (Мамы) è un film del 2012 diretto da Tichon Kornev, Ašot Keščan, Karen Oganesjan, Sarik Andreasjan, Dmitrij Djužev, Evgenij Abyzov, Alan Badojev, Kirill Kozlov.

## Trama
Il film racconta otto storie sull'amore tra le persone e le loro madri.